# بيلي ماك إيوان (لاعب كرة قدم)
بيلي ماك إيوان (بالإنجليزية: Billy McEwan)‏ (29 أغسطس 1914 بغلاسكو في المملكة المتحدة - 1991 في المملكة المتحدة) هو لاعب كرة قدم بريطاني (وحمل سابقاً جنسية المملكة المتحدة لبريطانيا العظمى وأيرلندا) في مركز جناح ‏. لعب مع إبسفليت يونايتد وكوينز بارك رينجرز ونادي ليتون أورينت وPetershill F.C. ‏.